# 天紀增九
武仙座50，又名BD+30 2884，HD 152173、SAO 84641、HR 6258，是武仙座的一颗恒星，视星等为5.72，位于銀經50.91，銀緯37.96，其B1900.0坐标为赤經16h 46m 44.7s，赤緯+29° 37.96′ 37″。